# متلازمة بوغارت باكال
متلازمة بوجارت - بكال عبارة عن اضطراب صوتي نتيجة سوء استعمال الصوت.
الأشخاص الذين يتحدثون أو يغنون بصوت عالي في قد يتعرضون إلى تعب في الصوت وقد يؤدي إلى مشكلة في اظهار الصوت بحة الصوت. الأشخاص الأكثر احتمالا بالإصابة يكونون الذين يتحدثون بصوت منخفض وخصوصاً إذا كانوا لدهم مشاكل في التنفس والتحكم في الصوت.المتلازمة قد تصيب الذكور والإناث.
همفري بوغارت ولورين باكال both عانو من هذا الاضطراب الخفيف والذي لاحقا تم تسميه عليهما. هذه المتلازمة تصيب أكثر المذيعين والمغنين [بحاجة لمصدر]
صوت بكال كان عاليا بطبيعته وتمرنت على ان يصبح صوتها منخفضاً.
العلاج عادةً يتطلب العلاج الصوتي عن طريق اخصائي النطق واللغة.

## العلامات والأعراض
تختلف علامات وأعراض متلازمة بوغارت باكال بحسب درجة استخدام الصوت من قبل الفرد. لدى المطربين، قد تظهر الأعراض بشكل خفيف بسبب حساسيتهم الشديدة للتغيرات الصغيرة في آلية عمل الحنجرة والقدرة على التحكم في عضلات الحنجرة أكثر من الشخص العادي. يمكن أن تعوض هذه القدرة على التحكم في الصوت عن التهيج أو الضعف أو التغيير في أنماط اهتزاز الطيات الصوتية. تختلف العلامات والأعراض بحسب كل حالة وتعتمد على الإجهاد الصوتي ودرجة الاستخدام اليومي. تكون النساء أيضًا أكثر عرضة من الرجال لتطور الأعراض بسبب زيادة ميلهن للتحدث بنبرة ضعيفة ضمن بيئة العمل.
تتضمن علامات وأعراض بوغارت باكال ما يلي:
- التعب الصوتي
- صوت عميق أو خشن غير طبيعي
- بحة في الصوت
- التهاب الحنجرة (تضيق أو آلام عضلية في الحلق)
- تقطعات مفاجئة للصوت أو تلاشٍ فيه
- فقدان المدى الصوتي عند الغناء
- الشعور بتخريش مستمر في الحلق

- فقدان القدرة على الكلام

## السبب
يكمن السبب الأكثر شيوعًا لمتلازمة بوغارت باكال في إساءة استخدام الأحبال الصوتية أو الإفراط في استخدامها. يمكن للأفراد الذين يتحدثون أو يغنون خارج مداهم الطبيعي أن يصابوا بمتلازمة بوغارت باكال على مدى فترة طويلة من سوء الاستخدام. يحدث لدى المصابين بهذه المتلازمة ضعف في التنفس وضعف في توتر عضلات الحنجرة أثناء التحدث أو الغناء. تشمل الأسباب اضطرابات الكلام والتواصل، وإصابات الحلق، والحالات المتعلقة بالمهن.
تشير اضطرابات الكلام والتواصل إلى المشكلات المتعلقة باللغة والمجالات ذات الصلة التي تشمل حركة الفم. تشمل بعض الأمثلة اضطراب اللغة التعبيرية، واضطراب اللغة الاستقبالية والتعبيرية، والاضطرابات الصوتية (الفونولوجية)، والتلعثم.
تشمل إصابات الحلق:
- شلل الحبل الصوتي
- سلائل الحبل الصوتي
- التهاب الحنجرة
- تعذر الارتخاء
- سرطان الحلق
- سرطان البلعوم السفلي
- سرطان الحنجرة.

تؤثر ظروف العمل عادةً على الأفراد الذين تتطلب مهنتهم استخدامًا مكثفًا أو مفرطًا للأحبال الصوتية. تشمل بعض الأمثلة مذيعي الأخبار والتلفزيون، ومضيفي الراديو، والمطربين أو الممثلين. قد يكون المعلمون أيضًا عرضة لمتلازمة بوغارت باكال اعتمادًا على درجة صوتهم ومقدار حديثهم بشكل عام.

## الإنذار
عادةً ما يتعافى المصابون بمتلازمة بوغارت باكال والذين لا يعانون من حالة مرضية كامنة من خلال العلاج الصوتي. يمكن أن يؤدي عدم علاج اضطرابات الصوت التوترية العضلية إلى مزيد من الاضطرابات طويلة الأمد التي تتطلب أشكالًا إضافية من العلاج. عادةً ما يتعافى المصابون بمتلازمة بوغارت باكال والذين لا يعانون من حالة مرضية كامنة من خلال العلاج الصوتي. (الجملة مكررة في بداية الفقرة)

## علم الأوبئة
يمكن أن تحدث متلازمة بوغارت باكال في أي عمر. يُرجح أن تصيب أصحاب المهن التي تتطب أداءً صوتيًا، أي المطربين والممثلين والمدرسين ومذيعي الراديو والتلفاز. تعد النساء أكثر عرضة من الرجال لتطوير متلازمة بوغارت باكال بسبب ميلهن إلى خفض أصواتهن في بيئة العمل. تنتشر هذه المتلازمة بين أصحاب ال40-50 عامًا لأن الأحبال الصوتية تصبح ضعيفة ضمن هذه الفئة العمرية. تنتشر الاضطرابات الصوتية بين نحو 10% من السكان وتتراوح من اضطرابات الصوت التوترية العضلية إلى اضطرابات النطق واللغة.